# Last One to Die
Last One to Die è il primo singolo estratto dal settimo album della band punk Rancid, Let the Dominoes Fall.
Ha raggiunto la posizione #22 nella classifica Billboard Modern Rock Tracks.

## Significato
La canzone riguarda la band stessa, la quale si considera come una band "sopravvissuta":
(Tim Armstrong)

## Video
È stato realizzato un video il quale mostra la band sia cantare la canzone dentro un'abitazione privata a Oakland sia in giro per la città.

## Formazione
- Tim Armstrong - voce e chitarra
- Lars Frederiksen - voce e chitarra
- Matt Freeman - basso e voce d'accompagnamento
- Branden Steineckert - batteria

## Last One to Dienella cultura di massa
- È presente come canzone downloadabile in Rock Band 2[5].